# Cave Ravine
Cave Ravine (englisch für Höhlenschlucht) ist eine Schlucht im westlichen Teil der Ardery-Insel im Archipel der Windmill-Inseln vor der Budd-Küste des ostantarktischen Wilkeslands.
Luftaufnahmen der US-amerikanischen Operation Highjump (1946–1947) dienten einer ersten Kartierung. Ihr Entdecker im Jahr 1961 war der australische Arzt Mervyn Noel Orton (1920–1983), der zu jener Zeit auf der Wilkes-Station tätig war. Das Antarctic Names Committee of Australia benannte die Schlucht nach der Orton Cave in der Nordwand der Schlucht.